# Sinknesh Ejigu
Sinknesh Ejigu Wolde-Mariam (sinh năm 1956) là một chính trị gia, nhà hóa học và nữ doanh nhân người Ethiopia. Bà hiện là Đại sứ Ethiopia tại Brazil, Argentina và Chile.

## Tiểu sử
Bà sinh ra ở Ambo phía tây Addis Ababa trong một gia đình tám người vào năm 1956. Cha cô, Ejigu Wolde-Mariam, là một sĩ quan quân đội nên gia đình di chuyển rất nhiều ở Ethiopia. Cả cha mẹ bà đều không được học hành nhiều nhưng họ khuyến khích con cái họ tìm kiếm một người mạnh mẽ. Bà theo học một số trường tiểu học khác nhau. Tại trường trung học toàn diện Princess Tenagnework, một giáo viên Ấn Độ khuyến khích bà quan tâm đến khoa học và hóa học. Ejigu ghi danh tại Đại học Addis Ababa năm 1973, nơi bà được phân công vào khoa toán nhưng chuyển sang khoa hóa học vào năm thứ hai.
Giữa cuộc cách mạng năm 1974, bà được gửi đến vùng đất nông nghiệp để làm việc cùng với nông dân. Do tình hình trong nước lúc đó khó khăn, bà bỏ học đại học để đi dạy môn khoa học vật lý. Sau đó, bà tìm thấy công việc tại Nhà sản xuất dược phẩm của Ethiopia với tư cách là một nhà phân tích hóa học. Sau khi từ bỏ công việc trong ngành dược, bà đã nhận được bằng Cử nhân Khoa học về Hóa học từ Đại học Addis Ababa vào năm 1980. Ejigu trở thành một nhà phân tích khoa học địa chất cơ sở trong phòng thí nghiệm Khảo sát Địa chất của Ethiopia. bà có bằng thạc sĩ Hóa học Phân tích năm 1988 tại Đại học East Anglia. Sau khi lấy bằng, bà gia nhập Cục phân tích nước và địa nhiệt ở Bộ Mỏ và nhanh chóng được đề bạt làm trưởng phòng, rất hiếm đối với một phụ nữ thời đó. Bà trở thành Thứ trưởng Bộ Mỏ và Năng lượng vào tháng 6 năm 1998.
Bà là thành viên của Tổ chức Dân chủ Nhân dân Oromo và là thành viên của Đại diện Hạ viện đại diện cho Dendi, Western Shewa, Oromia. Bà được bổ nhiệm làm Bộ trưởng Mỏ trong Nội các Ethiopia vào năm 2010. Vai trò chính của bà là Bộ trưởng là khám phá dữ liệu khoa học địa chất cơ bản của Ethiopia, để thúc đẩy thăm dò khoáng sản và dầu khí, và cấp giấy phép cho các nhà đầu tư muốn kiếm tiền khai thác. Nhờ có nền tảng khoa học, bà có thể tự mình trực tiếp quản lý các dự án khoa học và không chỉ là nhân sự của bộ. Trong suốt lịch sử của Ethiopia, chính phủ thường theo đuổi nông nghiệp để phát triển, nhưng nó bắt đầu tập trung nhiều hơn vào khai thác khi Ejignu được bổ nhiệm. Năm 2012, bà đã tham gia vào một vụ tranh chấp với Hong Kong dựa trên công ty PetroTrans sau khi bà bị thu hồi giấy phép của họ kể từ khi họ đã dùng quá lâu trên một dự án.
Năm 2014, bà trở thành Đại sứ Ethiopia tại Brazil, Argentina và Chile. Ejignu cũng là Giám đốc của Tập đoàn Điện lực Ethiopia.

## Cuộc sống cá nhân
bà đã kết hôn với một người đàn ông bà gặp tại Đại học Addis Ababa và có hai con.